# Saint-Gervais (Île-de-France)
Saint-Gervais è un comune francese di 981 abitanti situato nel dipartimento della Val-d'Oise nella regione dell'Île-de-France.

## Società

### Evoluzione demografica
Abitanti censiti